# Ten Arlo
Ten Arlo is een buurtschap in de gemeente De Wolden, provincie Drenthe (Nederland). De buurtschap is gelegen tussen de A28 en de N48 vlak bij knooppunt Hoogeveen.
Een deel van de buurtschap vormt het rijksbeschermd gezicht Ten Arlo. Nabij ligt het natuurkampeerterrein De Bulte. In de Tweede Wereldoorlog bevond zich in Ten Arlo NAD-Kamp Ten Arlo (Witte Corneliszn De With).

## Afbeeldingen

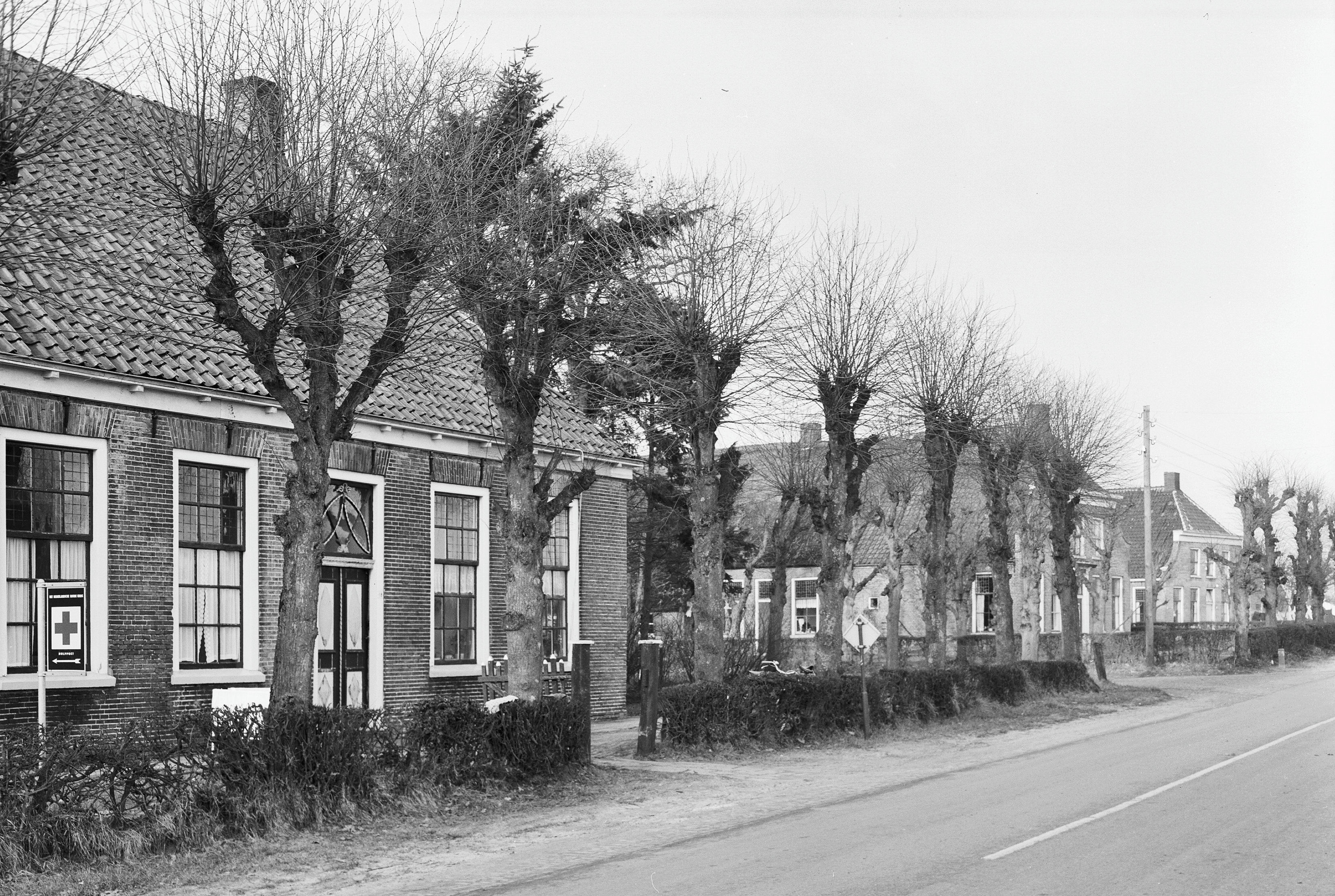
Hoogeveenseweg 18-16-12
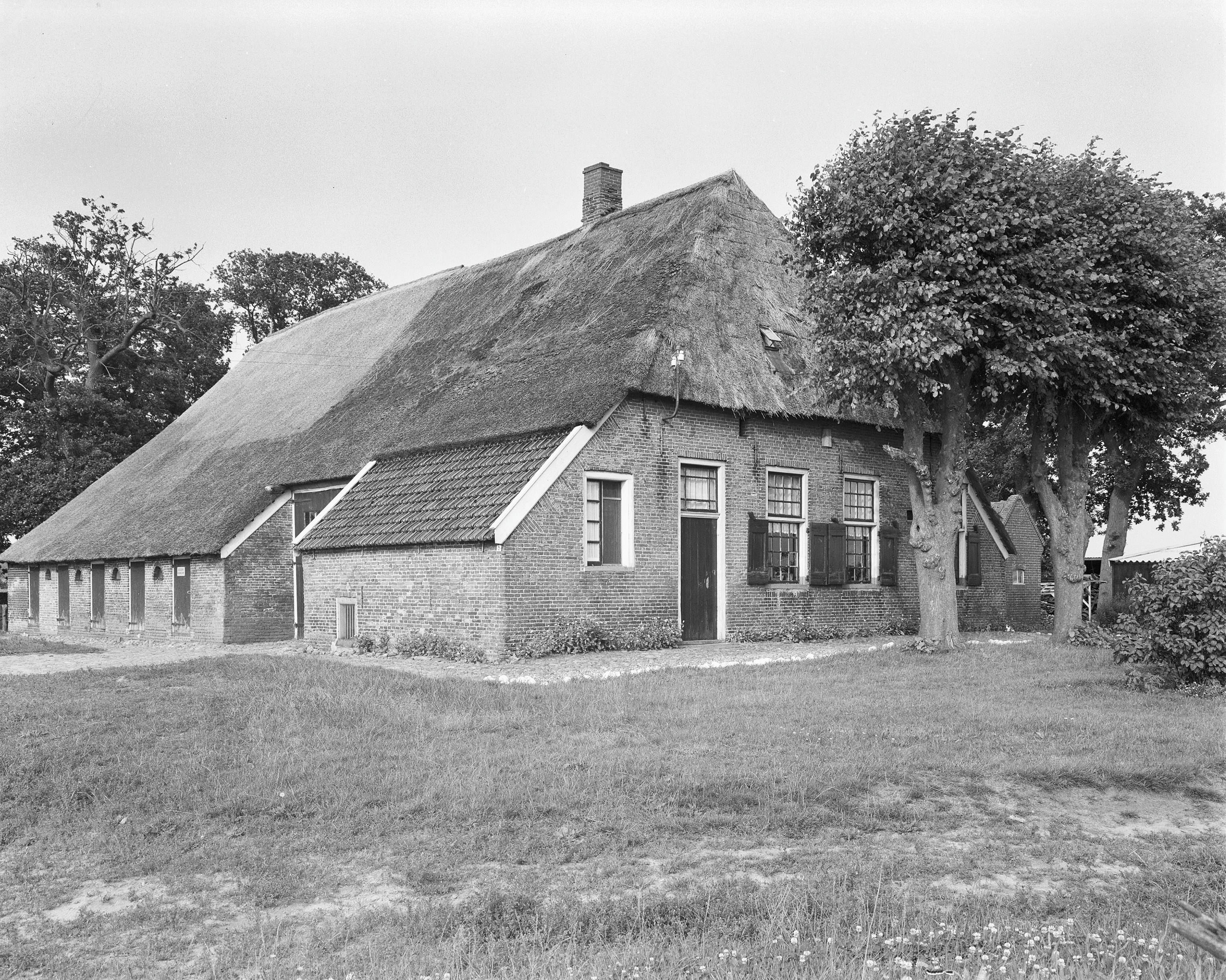
Hoogeveenseweg 3

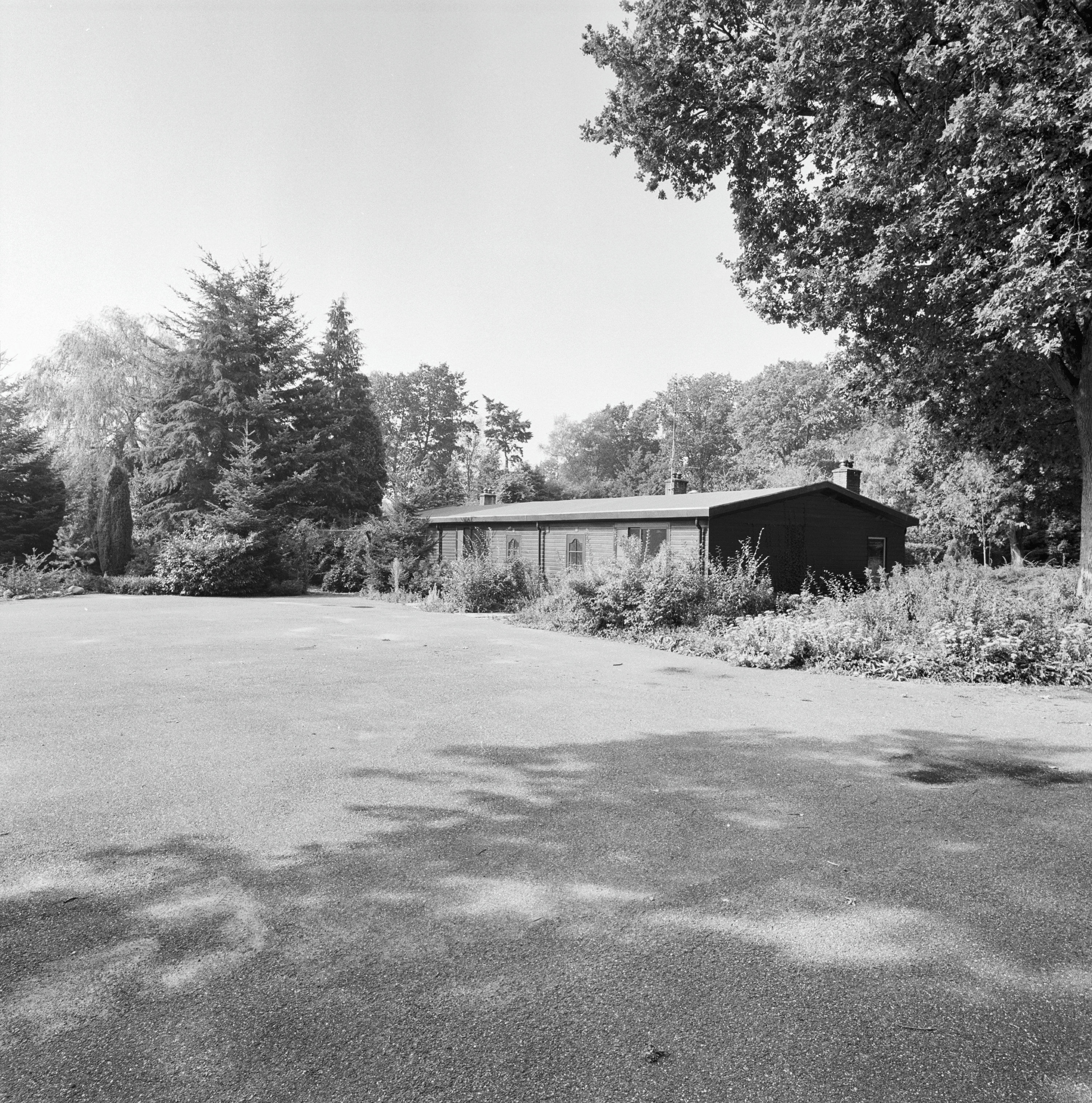
Barak werkkamp uit 1941
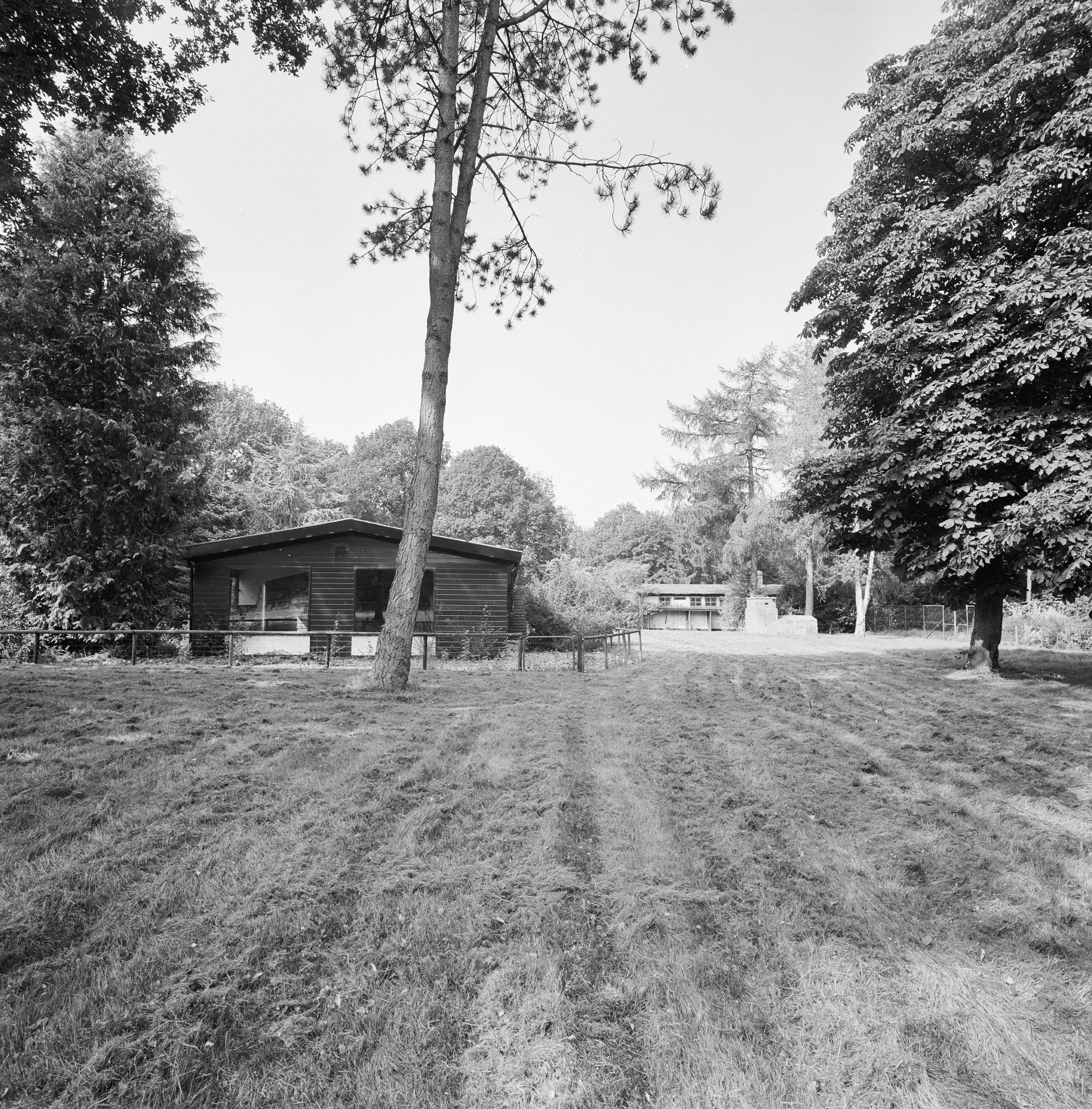
Restanten werkkamp uit 1941

Dorpen en Buurtschappen: Alteveer · Ansen (deels) · Berghuizen · Drogteropslagen · Echten · Eursinge · Fort · Haakswold · Hees · Kerkenveld · Koekange · Koekangerveld · Linde · Oldenhave · Oosteinde · Ruinen · Ruinerweide · Ruinerwold · Veeningen · Weerwille · de Wijk · Zuidwolde

Overige kernen: Anholt · Armweide · Bazuin · Benderse (deels) · Blijdenstein · Bloemberg · Braamberg (deels) · Buitenhuizen · Bultinge · Dickninge · Dijkhuizen · Drogt · Dunningen · Eemten · Engeland · Gijsselte · Haalweide · Hoge Linthorst · Kraloo (deels) · Kraloo · Leeuwte · Lubbinge · Lunssloten · Middelveen · Nolde · Noordwijk · Oosterwijk · Oshaar · Oud Veeningen · Paardelanden · Pieperij · Rheebruggen · Schottershuizen · Schrapveen · De Stapel · Steenbergen · Struikberg · De Stuw · Ten Arlo · De Tippe · Vuile Riete · Wemmenhove · Witteveen (deels) 

Drenthe: Steden en dorpen      Nederland: Provincies · Gemeenten